# Vencedores do MTV Movie Award - Prêmio de Conquista para Toda a Vida

## MTV Lifetime Achievement Award
Discontinuado a partir de 1998.
- 1992: Jason Voorhees
- 1993: The Three Stooges
- 1994: Richard Roundtree
- 1995: Jackie Chan
- 1996: Godzilla
- 1997: Chewbacca
- 1998: Clint Howard

## MTV Generation Award
| Ano  | Receptores                          |
| ---- | ----------------------------------- |
| 2005 | Tom Cruise                          |
| 2006 | Jim Carrey                          |
| 2007 | Mike Myers                          |
| 2008 | Adam Sandler                        |
| 2009 | Ben Stiller                         |
| 2010 | Sandra Bullock                      |
| 2011 | Reese Witherspoon                   |
| 2012 | Johnny Depp                         |
| 2013 | Jamie Foxx                          |
| 2014 | Mark Wahlberg                       |
| 2015 | Robert Downey Jr.                   |
| 2016 | Will Smith                          |
| 2017 | The Fast and The Furious (franquia) |
| 2018 | Chris Pratt                         |
| 2019 | Dwayne Johnson                      |
| 2021 | Scarlett Johansson                  |
| 2022 | Jennifer Lopez                      |